# Suezichthys
Suezichthys ist eine im Indopazifik, im Roten Meer und im Südatlantik bei Tristan da Cunha vorkommende Gattung der Lippfische (Labridae) mit zwölf Arten.

## Merkmale
Die meisten Suezichthys-Arten sind relativ klein und bleiben unter einer Länge von 14 cm, einige werden maximal bis zu 20 cm lang. Ihr Körper ist schlank. Die Standardlänge liegt beim 3,2 bis 5,3-fachen der Körperhöhe am Beginn der Rückenflosse. Das Maul ist endständig und klein. Die Maxillare reicht maximal bis unterhalb der vorderen Nasenöffnungen. Die Nasenöffnungen sind klein; die hinteren enden in einem häutigen Tubus. Im Oberkiefer folgen auf den gebogenen vorderen Zähne der ersten Zahnreihe 10 bis 15 stetig kleiner werdende Zähne an den Kieferseiten. Hinten sitzen wiederum ein, selten auch zwei, größere Fangzähne. Hinter den vorderen Oberkieferzähnen befindet sich eine zweite Zahnreihe mit 4 bis 8 kleinen Fangzähnen. Im Unterkiefer sitzen vorne ein oder zwei Paare von Fangzähnen, wobei die zweiten Zähne in den meisten Fällen kleiner sind als die ersten. Dahinter folgen an den Kieferseiten 12 bis 16 stetig kleiner werdende Zähne. Die zweite Reihe im vorderen Unterkiefer hat 2 bis 4 kleine Fangzähne. Der untere Pharyngealknochen ist Y-förmig und mit mehreren Reihen kleiner und großer, konischer Zähne besetzt. Die Rumpfschuppen sind relativ groß. Vorderkopf, Schnauze und Kopfunterseite sind unbeschuppt. Auf den Wangen direkt hinter den Augen befinden sich ein bis drei Reihen kleiner Schuppen und ein bis vier (selten auch eine) Schuppenreihen liegen unterhalb der Augen. Die Kiemendeckel sind vorne unbeschuppt und hinten mit großen Schuppen versehen. Die Seitenlinie ist vollständig und biegt unterhalb des neunten bis elften Rückenflossenweichstrahls abrupt nach unten. Die Flossenstrahlen der Rücken- und der Afterflosse werden nach hinten immer länger. Der letzte Strahl ist 1,5 bis 3 (Dorsale) bzw. 1,1 bis 2,4 (Anale) mal länger als der erste. Rücken- und Afterflosse laufen hinten spitz zu. Die Schwanzflosse ist abgerundet oder schließt gerade ab. Bei größeren Exemplaren können die oberen Schwanzflossenstrahlen eine kleine Spitze bilden. Die Brustflossen sind abgerundet oder zugespitzt. Im letzten Fall sind die oberen Flossenstrahlen länger. Die Brustflossen reichen nicht bis zum Anus. Die Bauchflossen sind kurz bis mittellang und reichen nicht bis zum Ende der Brustflossen.
Suezichthys-Arten ähneln denen der Gattung Halichoeres, unterscheiden sich von diesen aber in der Anzahl der Weichstrahlen in der Afterflosse (10–12 versus 11–13) und den beschuppten Wangen (unbeschuppt bei Halichoeres).
Morphometrische Angaben:
- Flossenformel: Dorsale IX/11–12(13); Anale III,10–12; Caudale 4–6+2+12+2+4–5(6); Pectorale 12–13(14); Ventrale I,5.

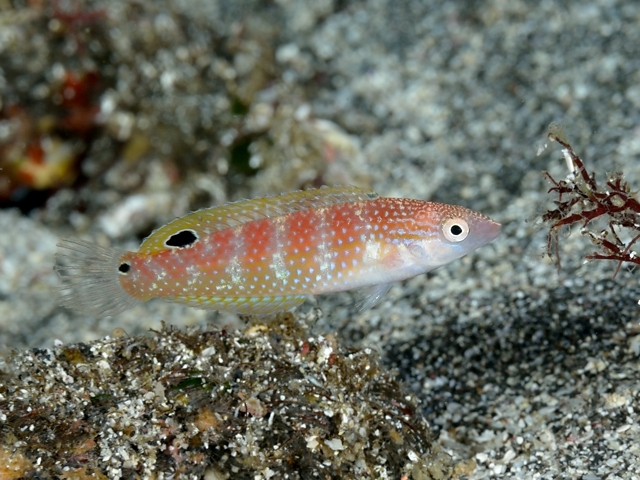
Suezichthys arquatus, Jungfisch oder Weibchen

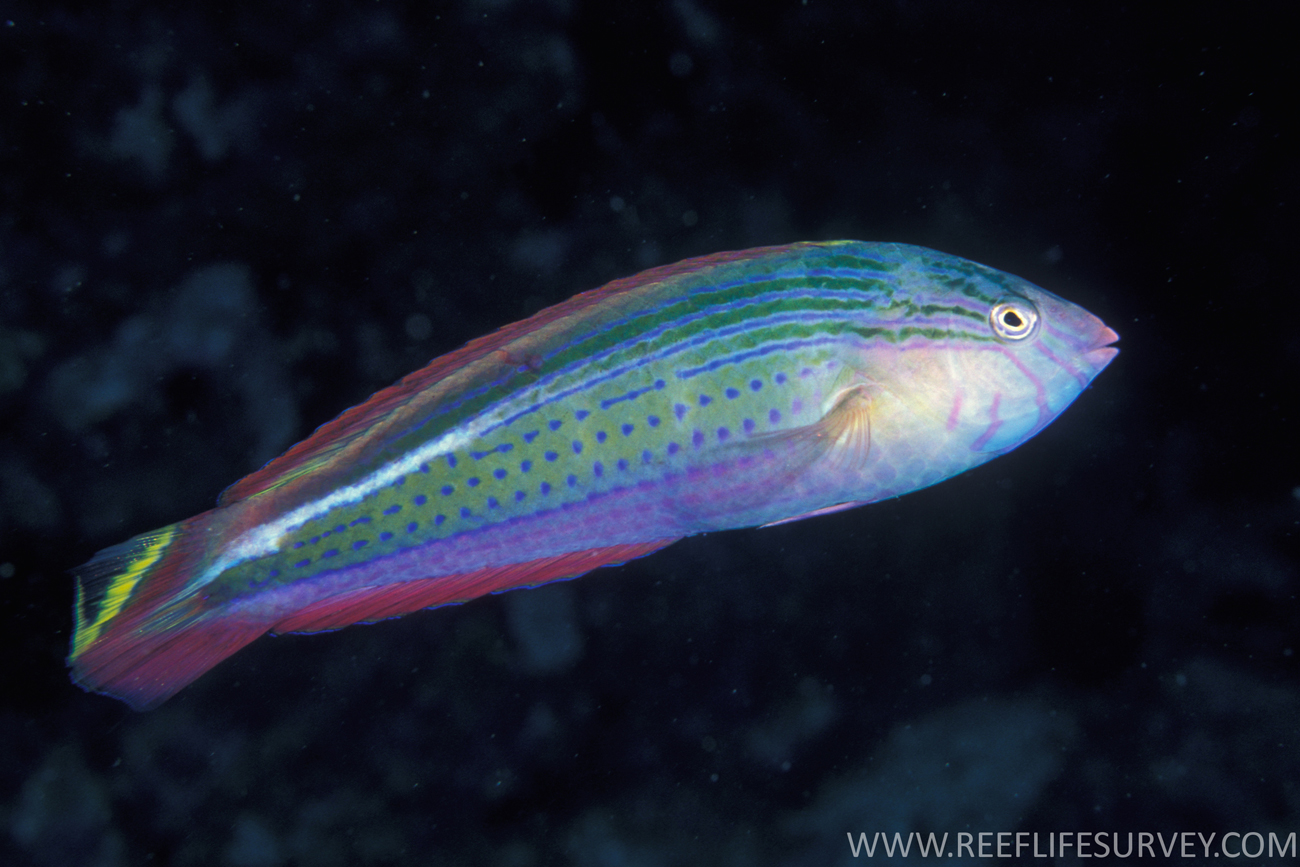
Suezichthys arquatus, Männchen

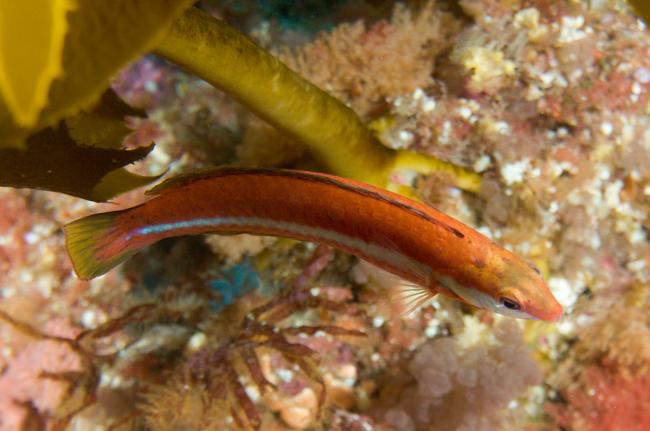
Suezichthys aylingi

- Schuppenformel: 1½–2½/25–27/7½.
- Wirbel: 9+16–17(18).
- Branchiostegalstrahlen: 6.
- Kiemenrechen: 15–25.

## Lebensweise
Die meisten Suezichthys-Arten kommen in subtropischen Meeresregionen vor, die in den Tropen lebenden halten sich meist in tieferen Bereichen auf, wo die Wassertemperatur 20 °C nicht übersteigt. Sie leben über schlammigen Böden oder bei Felsriffen. Zum Schlafen oder bei Gefahr verstecken sie sich im Sand- oder Schlammboden.

## Systematik
Die Lippfischgattung wurde erstmals 1957 durch den südafrikanischen Ichthyologen James Leonard Brierley Smith unter der Bezeichnung Suezia beschrieben. Typusart ist Labrichthys caudovittatus. Der Name Suezia nimmt Bezug auf den Fundort des Typusexemplars von Labrichthys caudovittatus, den Fischmarkt von Sues. Der Begriff Suezia war jedoch durch die 1927 vom britischen Zoologen Robert Gurney beschriebene Krebstiergattung Suezia präokkupiert und konnte der taxonomischen Prioritätsregel zufolge nicht verwendet werden. Im Jahr 1958 führte Smith deshalb die bis heute gültige Gattungsbezeichnung Suezichthys ein. Ein Synonym ist Nelabrichthys Russell, 1983.

## Arten
- Suezichthys arquatus Russell, 1985
- Suezichthys aylingi Russell, 1985
- Suezichthys bifurcatus Russell, 1986
- Suezichthys caudavittatus (Steindachner, 1898)
- Suezichthys cyanolaemus Russell, 1985
- Suezichthys devisi (Whitley, 1941)
- Suezichthys gracilis (Steindachner & Döderlein, 1887)
- Suezichthys notatus (Kamohara, 1958)
- Suezichthys ornatus (Carmichael, 1819)
- Suezichthys rosenblatti Russell & Westneat, 2013
- Suezichthys russelli Randall, 1981
- Suezichthys soelae Russell, 1985

## Belege
1. 1 2 3  Rudie H. Kuiter: Lippfische. Ulmer Verlag, Stuttgart 2002, ISBN 3-8001-3973-1, S. 95.
2. ↑  Suezichthys auf Fishbase.org (englisch)
3. 1 2 3 4  Barry C. Russell, Mark W. Westneat: A new species of Suezichthys (Teleostei: Perciformes: Labridae) from the south-eastern Pacific, with a redefinition of the genus and a key to species. Zootaxa, Vol 3640, No 1, doi: 10.11646/zootaxa.3640.1.7
4. ↑  J. L. B. Smith (1957): List of the fishes of the family Labridae in the western Indian Ocean with new records and five new species. Ichthyological Bulletin, Department of Ichthyology, Rhodes University No. 7: 99–114
5. ↑  Labrichthys caudovittatus im Catalog of Fishes (englisch)
6. ↑   J. L. B. Smith (1958): Rare fishes from South Africa. South African Journal of Science v. 54 (no. 12): 319–323.
7. ↑  B. C. Russell (1983): Nelabrichthys, a new genus of labrid fish (Perciformes: Labridae) from the southern Indian and Atlantic oceans. The J.L.B Smith Institute of Ichthyology Special Publication No. 27: 1–7.